# Distretto di Uzun
Il distretto di Uzun è uno dei 14 distretti della Regione di Surxondaryo, in Uzbekistan.  Il distretto si trova nella parte più orientale della regione e confina ad est con il Tagikistan. Il capoluogo è Uzun, città che si trova a nord-est di Denov sulla linea ferroviaria che collega Termiz a Tashkent, attraversando il Tajikistan.